# Celereon inescator
Celereon inescator är en stekelart som först beskrevs av Thomas Say 1936.  Celereon inescator ingår i släktet Celereon och familjen bracksteklar. Inga underarter finns listade.